# Берхін Єфим Борисович
Єфи́м Бори́сович Берхін (рос. Ефим Борисович Берхин; 11 жовтня 1921, село Татарськ, Смоленська область — 2009) — радянський учений, дослідник в області фармакології і фізіології нирки. Доктор медичних наук (1959), професор (1961), перший завідувач кафедри фармакології АГМІ (1956—1983).

## Біографія
Юхим Бершин народився в 1921 році в селі Татарську Смоленської області.
Навчався в Кримському медінституті, закінчив його в 1943 році в роки евакуації цього вузу в місті Кизил-Орда (Казахська РСР). У 1944 році відряджений до звільненого Криму у складі санітарної інспекції. У 1945 році вступив до аспірантури кафедри фармакології Кримського медінституту, закінчив її із захистом кандидатської дисертації (1948), після чого направлений асистентом в Чкаловський медицинський інститут (Оренбург).
У 1954 році йому надано звання доцента. Очолюючи кафедру фармакології Алтайського медицин інституту майже протягом 30 років, створив школу науково-педагогічних працівників (Б. А. Пахмурний, Ю. І. Іванов, Г. Д. Анікін, Б. Я. Варшавський, Н. Б. Сидоренкова, В. М. Брюханов та ін.). 
Працював педагогом. Наукова діяльність зосереджена на регуляції водного обміну та функції нирок. Під його керівництвом виконано 6 докторських і 17 кандидатських дисертацій. Автор понад 200 наукових публікацій, в тому числі монографій. 
Нагороди: медалі За доблесну працю у Великій Вітчизняній війні 1941—1945 років (1945), За трудову доблесть (1961), за освоєння цілинних і перелогових земель (1964), «За доблесну працю». В ознаменування 100-річчя від дня народження В. І. Леніна (1968), знак «відміннику охорони здоров'я» (1970). 
У постперебудовні роки іммігрував до США.